# Asarina
Asarina é um género botânico pertencente à família Plantaginaceae (anteriormente classificado na família das Scrophulariaceae). Na sua actual configuração, o género é monotípico, incluindo apenas a espécie Asarina procumbens, com distribuição natural restrita ao sul da Europa. As espécies da América do Norte anteriormente incluídas no género Asarina foram reposicionadas em Holmgrenanthe, Lophospermum, Mabrya e Maurandya, bem como Neogaerrhinum. Asarina é actualmente consideradas como um género com distribuição natural restrita ao Velho Mundo.

## Taxonomia
O género Asarina inclui presentemente apenas a espécie Asarina procumbens Mill. Contudo, ao longo das últimas décadas a delimitação deste género tem variado muito, e já teve incluídas as seguintes espécies:
- Asarina acerifolia (Pennell) Pennell = Mabrya acerifolia (Pennell) Elisens
- Asarina antirrhinifolia (Humb. & Bonpl. ex Willd.) Pennell = Maurandya antirrhinifolia Humb. & Bonpl. ex Willd.
- Asarina barclayana (Lindl.) Pennell = Maurandya barclayana Lindl.
- Asarina erubescens (D.Don) Pennell = Lophospermum erubescens D.Don
- Asarina filipes (A.Gray) Pennell = Neogaerrhinum filipes (A.Gray) Rothm.[6]
- Asarina flaviflora (I.M.Johnst.) Pennell = Mabrya flaviflora (I.M.Johnst.) D.A.Sutton[7]
- Asarina geniculata (B.L.Rob. & Fernald) Pennell = Mabrya geniculata (B.L.Rob. & Fernald) Elisens
- Asarina hirsuta Pennell = Mabrya erecta (Hemsley) Elisens
- Asarina lophospermum (L.H.Bailey) Pennell = Lophospermum scandens D.Don
- Asarina petrophila (Coville & C.V. Morton) Pennell = Holmgrenanthe petrophila (Coville & C.V.Morton) Elisens[8]
- Asarina purpusii (Brandegee) Pennell = Lophospermum purpusii (Brandegee) Rothm.
- Asarina rosei (Munz) Pennell = Mabrya rosei (Munz) Elisens
- Asarina scandens (Cav.) Pennell = Maurandya scandens (Cav.) Pers.
- Asarina stricta (Hook. & Arn.) Pennell = Neogaerrhinum strictum (Hook. & Arn.) Rothm.[9]
- Asarina wislizeni (Engelm. ex A.Gray) Pennell = Maurandya wislizeni Engelm. ex A.Gray